# 地球能量收支

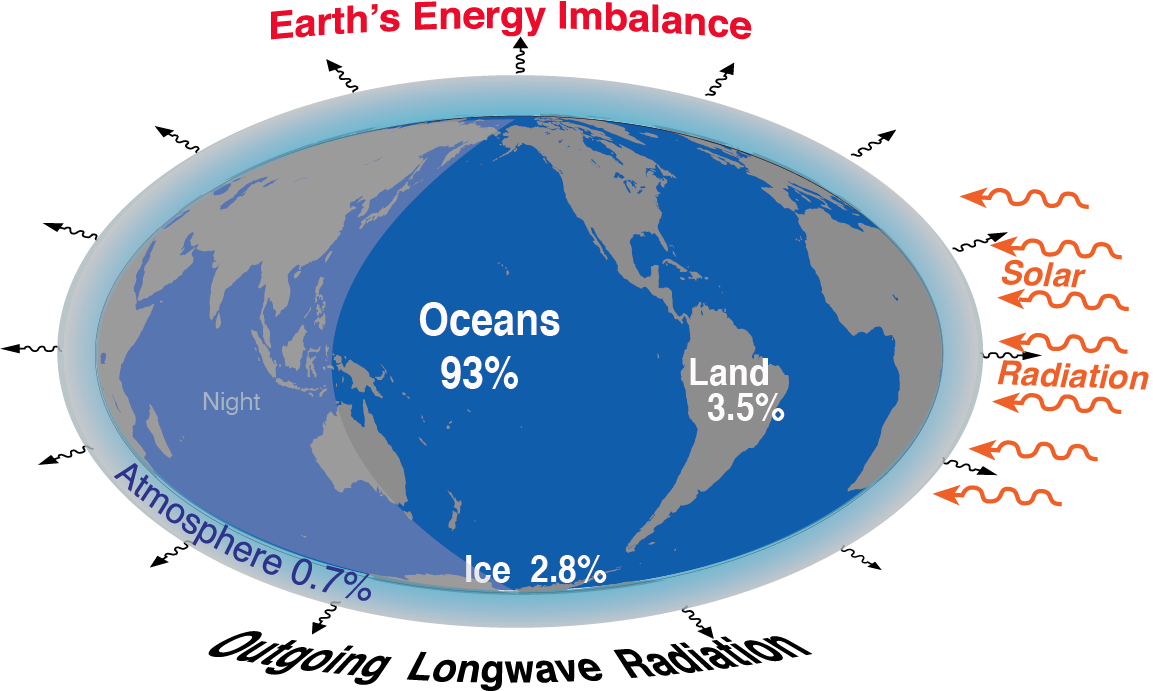
由於人為溫室氣體排放增加，進入大氣後而導致地球能量收支失衡，本圖顯示多餘的能量（達460太瓦）進入氣候系統不同區塊及其佔比。

地球能量收支（英語：Earth's energy budget，也可寫為Earth's energy balance）指的是地球從太陽接收的能量與地球輻射回外太空的之間的平衡關係。較小的能量來源（例如地球的內部熱量）也被列入考慮，但與來自太陽的能量比較，相形見絀。能量收支也將能源如何在氣候系統中移動列入考慮。:2227由於太陽對位於地球赤道熱帶地區的加熱程度高於對極地地區的，各地收到的太陽輻射並不均勻。當能量在地球上進行平衡作用時，就會驅動各氣候系統，包括水圈、冰凍圈、大氣層、岩石圈及生物圈,之間交互作用。:2224而形成地球的氣候。
地球能量收支取決於許多因素，例如大氣中氣膠、溫室氣體、地球表面反照率、雲、植被、土地利用模式等。當能量的輸入和輸出通量達到平衡之時，地球就處於輻射平衡狀態，氣候系統將會相對穩定。當地球接收到的能量多於向太空輸出之時，就會發生全球暖化。而當輸出的能量多於輸入之時，就會發生全球變冷。
經過多種測量和觀測，顯示地球至少自1970年開始有氣候變暖的失衡現象。這一人為活動所造成的升溫速度是史無前例。:54此次地球能量變化的主要根源是人為引起的大氣成分變化。於2005年至2019年期間，地球能量失衡 (Earth's energy imbalance，EEI) 平均約為460太瓦（tera （1012）watts，簡稱TW），即達全球0.90 ± 0.15瓦/平方米（W/m2）。
地球能量收支發生變化時，全球表面氣溫於發生顯著變化之前會出現一段延遲。這是由於海洋、陸地和冰凍圈所具有的熱慣性所導致。大多數氣候模型都要求將這些能量流和儲存量準確量化。

## 定義
地球能量收支包含"所有與氣候系統相關的主要能源流"。其中有"大氣層頂部能量收支、地表能量收支，及全球能源庫存的變化與氣候系統內部的能量流動"。:2227

## 地球能量流動
雖然地球有大量能量輸入和輸出，但它通常仍保持相對恆定的溫度，地球整體上幾乎沒淨增加或是損失：地球通過大氣和地面輻射（將能量轉移為更長的電磁波波長）向太空發射，大約與由太陽輻射而輸入的能量相同。而人類造成的大氣成分變化成為地球能量發生變化的主要原因。

### 太陽能輸入（短波輻射）
地球大氣層頂部 （TOA）每秒接收到的總能量以瓦特為單位，由太陽常數乘以與輻射對應的地球橫截面積而得。由於地球球體的表面積是球體橫截面積（即圓面積）的四倍，因此全球和年平均TOA通量是太陽常數的四分之一，約為340瓦/平方米。由於吸收量隨所在位置，以及日夜、季節和年度變化而變化，因此引用的數字是從多個人造衛星測量而得的多年平均值。
地球接收到約340瓦/平方米太陽輻射中，有平均約77瓦/平方米被雲層和大氣反射回太空，約23瓦/平方米被地表反照率所反射，表示地球的平均淨反照率約為十分之三（0.3），也稱為球面反照率 (A)，剩下約240瓦/平方米太陽能進入地球的能量收支，此數量稱為吸收的太陽輻射（ASR）：
{\displaystyle ASR=(1-A)\times 340~\mathrm {W} ~\mathrm {m} ^{-2}\simeq 240~\mathrm {W} ~\mathrm {m} ^{-2}.}

### 地球長波輻射輸出
熱能以地球長波輻射輸出（OLR）的形式離開地球。長波輻射是地球表面和大氣層發出的電磁熱輻射。長波輻射位於紅外線波段。但此兩者並不具有相同意義，因為紅外線輻射可以是短波或是長波。陽光中含有大量的短波紅外線輻射。有時會使用4微米的波長作為區分長波和短波輻射間的閥值。
一般而言，地球吸收的太陽能會轉換成不同形式的熱能。表面吸收的部分太陽能會轉化為被稱為"大氣窗口"的特定波長熱輻射，這種輻射能暢通無阻穿過大氣層，直接散逸進入太空，導致地球長波輻射輸出。剩餘被吸收的太陽能透過各種傳熱機制透過大氣層向上傳輸，直到大氣層將這些能量以熱能的形式釋放進入太空，再次促進地球長波輻射輸出。例如熱量透過蒸發散和潛熱通量、或熱傳導/對流過程及透過輻射熱傳輸而進入大氣。最終所有輸出的能量都以長波輻射的形式輻射進入太空。
長波輻射從地球表面通過多層次大氣的傳輸，受到輻射傳輸公式的規範，例如史瓦西輻射傳輸公式（如果有散射，則需用到更複雜的公式），及克希荷夫熱輻射定律。

#### 溫室效應作用

根據CERES衛星提供的資料，全球於2000年至2002年期間非雲溫室效應（指除雲以外，其他因素所造成的地球溫室效應）的增加狀況。

由地球周圍空間來看，溫室氣體會影響地球的大氣發射率 (ε)。因此當大氣成分發生變化時，就會改變整體輻射平衡。例如溫室氣體濃度增加（即溫室效應增強）導致熱量捕獲增加，迫使地球長波輻射輸出減少和蓄積能量，而致失衡。最終是當溫室氣體量增加或減少時，原位測得的表面溫度會上升或下降，直到再次達到吸收的太陽輻射（ASR） = 地球長波輻射輸出（OLR），而達到平衡。
本節摘自溫室效應。
當行星大氣中的溫室氣體將行星表面電磁輻射的部分熱量捕獲，而提高行星的氣溫時，就發生所謂的溫室效應（英語：Greenhouse effect）。此過程發生的原因是因為恆星發射的短波輻射穿過溫室氣體，而行星所反射的長波輻射有部分被溫室氣體吸收，當行星大氣中溫室氣體增加後，更進一步降低行星向太空排放輻射的速度，結果是行星的平均表面溫度會因而升高。
如果地球沒有溫室效應，其平均表面溫度會變成約−18°C (−0.4 °F)，但由於有溫室效應存在，而導致20世紀的平均氣溫約為14°C (57°F)，或是近來的平均氣溫約為15°C (59°F)。地球除有自然存在的溫室氣體之外，人類開採及燃燒化石燃料後，還增加大氣中二氧化碳和甲烷的濃度。
由於此緣故，全球自第一次工業革命以來的氣溫已經升高約1.2°C (2.2°F)，全球平均地表氣溫自1981年以來以每十年升高0.18°C （0.32°F）的速度進行中。

### 地球內部熱源及其他輕微影響
來自地球內部的地熱流估計有47太瓦，源自放射性熱和地球形成時餘留的熱量，兩者大致各佔一半。對應的的平均通量為0.087瓦/平方米 ，僅佔地球表面總能量收支的0.027%，與太陽輻射輸入的173,000太瓦比較，差異懸殊。
人類於2019年的全年能源產量平均每秒為18太瓦，估計相當於整年為160,000太瓦時。然而人類消費能源數量快速增長，對應的化石燃料生產也導致大氣中溫室氣體濃度增加，導致源自太陽輻射的輸入/輸出流量之間的失衡，擴大達20倍以上。
光合作用也有顯著影響：估計有140太瓦（或約佔0.08%）的輸入能量被光合作用捕獲，為植物提供能量以生產生物質。當植物被用作食物或是燃料時，一年中會釋放類似數量的熱能流。
在計算中通常會忽略一些次要能源，如行星際塵雲和太陽風的吸積、來自太陽以外恆星的光以及來自太空的熱輻射。法國數學家約瑟夫·傅立葉在早期一篇經常被引述為第一篇關於溫室效應的論文中，聲稱深空輻射具有重要作用。

## 收支分析

此桑基圖顯示一平衡的地球能量收支狀況，每條線的寬度與其相關的能量呈正比。

簡而言之，當輸入量與輸出量相等時，地球的能量收支就達到平衡。由於一部分輸入能量會受到直接反射，因此所謂平衡也可以吸收太陽（短波）輻射等於輸出的長波輻射：
{\displaystyle ASR=OLR.}
來表達。

### 內部熱流分析
為描述收支內包含的一些內部流量，假設大氣層頂部接收的日照量為100單位 (=340瓦/平方米)，如右邊桑基圖所示。在此例中，有大約35個單位經地球反照被直接反射回太空（包含27個經雲層頂部，2個經由雪和冰覆蓋的區域，6個經由大氣層的其他部分反射）。其餘65個單位 (ASR=220瓦/平方米) 被吸收（14個存留在大氣中，51個被地球表面吸收）。
被地表吸收的51個單位通過各種形式的地面能量發射回太空 - 17個直接輻射到太空，34個被大氣吸收（包含19個通過汽化熱潛熱，9個通過對流和湍流，6個以紅外線形式被溫室氣體吸收）。大氣所吸收的48個單位（包含34個單位來自地面能量，14個單位來自日照）最終輻射回太空。這個簡化的例子並未談及再循環、儲存機制的一些細節，整個過程結果是地球表面附近熱量進一步累積。
最終有65個單位（包含17個來自地面，48個來自大氣）作為地球長波輻射輸出（OLR）。這些輸出大約將由太陽吸收的65個單位（ASR）平衡，維持地球能量的淨零增加。

### 儲熱庫

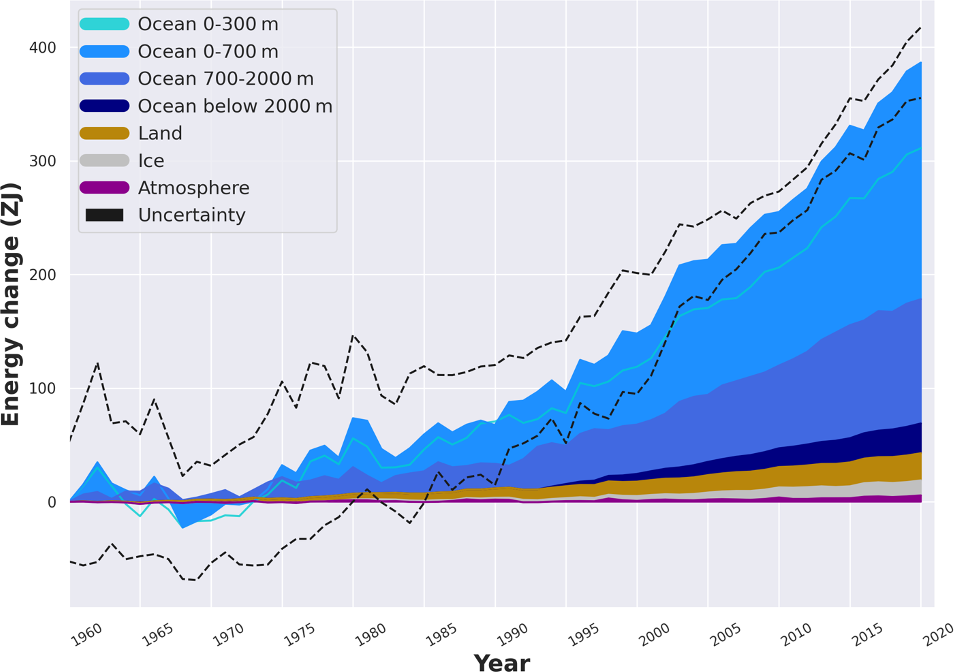
地球氣候系統中的海洋、陸地、冰及大氣自1960年起所累積的熱能。

陸地、冰和海洋與大氣一樣，是地球氣候系統中的活躍物質。它們具有更大的質量和熱容量，具有更大的熱慣性。當輻射被直接吸收或表面溫度發生變化時，熱能將透過傳導/對流的熱傳播過程，以顯熱形式從這些質量流入或是流出。水在固態/液態/氣態之間轉變也可作為潛熱形式位能的"源"或是"匯"。這些過程可作為大氣中某些快速輻射變化的緩衝，而導致白天與夜間的表面溫度差異相對較小。同樣的，地球氣候系統整體對大氣輻射平衡變化的反應也較為緩慢。
地球海水上層幾公尺處所蘊藏的熱能比整個大氣層還要多。液態海水在地球表面輸送大量此類能量，與大氣的作用相似。在有利於海水發生下沉流或上升流的條件下，顯熱也會進出海洋深層。
自從1970年起持續進行的全球暖化在地球上累積的額外能量，其中90%以上都儲存在海洋中。大約三分之一已傳播到700米以下的深度。近幾十年來整體熱含量成長率也有所上升，截至2020年達到接近500太瓦 (等於1瓦/平方米)，而導致全年熱量增加約14澤焦耳 (ZJ，即1021焦耳)，超過人類消耗的一次能源總量570艾焦耳 (即1018焦耳，等於160,000太瓦時) 至少20倍。

### 變暖/冷卻速率分析
一般而言，地球能量通量平衡的變化可被認為是外來強迫（自然和人為、輻射和非輻射）、氣候變化反饋和氣候變異性的結果。這些變化主要表現為溫度（T）、雲（C）、水蒸氣（W）、氣膠（A）、微量溫室氣體（G）、陸地/海洋/冰面反射率（S）等方面的可觀察變化，以及其他可能的因素，如日曬 (I) 的微小變化。然後地球的變暖/冷却速率可通過分析選定時間段 (Δt) 内與這些屬性相關的淨能量變化 (ΔE) 來計算。：
{\displaystyle {\begin{aligned}\Delta E/\Delta t&=(\ \Delta E_{T}+\Delta E_{C}+\Delta E_{W}+\Delta E_{A}+\Delta E_{G}+\Delta E_{S}+\Delta E_{I}+...\ )/\Delta t\\\\&=ASR-OLR.\end{aligned}}}
此處的ΔET代表普朗克回應（Planck response），當溫度上升時，由於其對地球長波輻射輸出強烈的直接影響，因此為負值。。
最近大氣中微量溫室氣體增加，增強溫室效應，因此產生正的ΔEG強迫。相較之下，大型火山爆發（例如菲律賓1991年皮納圖博火山爆發、1982年墨西哥埃爾奇瓊火山爆發）可將含硫化合物注入高層大氣。高濃度的硫氣膠可在平流層持續數年，對ΔEA產生負強迫影響。各種其他類型的人為氣膠排放對ΔEA有正面和負面的影響。太陽週期產生的ΔEI的幅度小於近期人類活動所產生的ΔEG趨勢的幅度。
氣候強迫很複雜，因為它們可產生直接和間接的反饋，而將原始強迫增強（正反饋）或是削弱（負反饋）。這些通常隨著溫度變化而發生。由於水蒸發變化和克勞修斯-克拉伯龍方程，水蒸氣趨向對溫度變化呈現正反饋。由於溫室效應進一步增強，水蒸氣增加會導致ΔEW為正值。冰反照率變動會造成較慢的反饋。例如由於氣溫上升，導致極地海冰減少，使得該區域的反射率降低，而吸收更多能量，繼而冰融化速度更快，而對ΔES產生正影響。整體而言，反饋往往會將全球暖化或變冷的作用放大。:94
地球反照率中雲的作用約佔一半，是氣候系統內部變化中一種重要表現形式。它們既可充當強迫的反饋，本身也可成為一種強迫，例如人工降雨導致雲層變化。對ΔEE的影響因地區和雲類型而異。透過將衛星測量數據與模型模擬結果結合，可增進對此的理解，並將不確定性降低。

## 地球能量失衡（EEI）

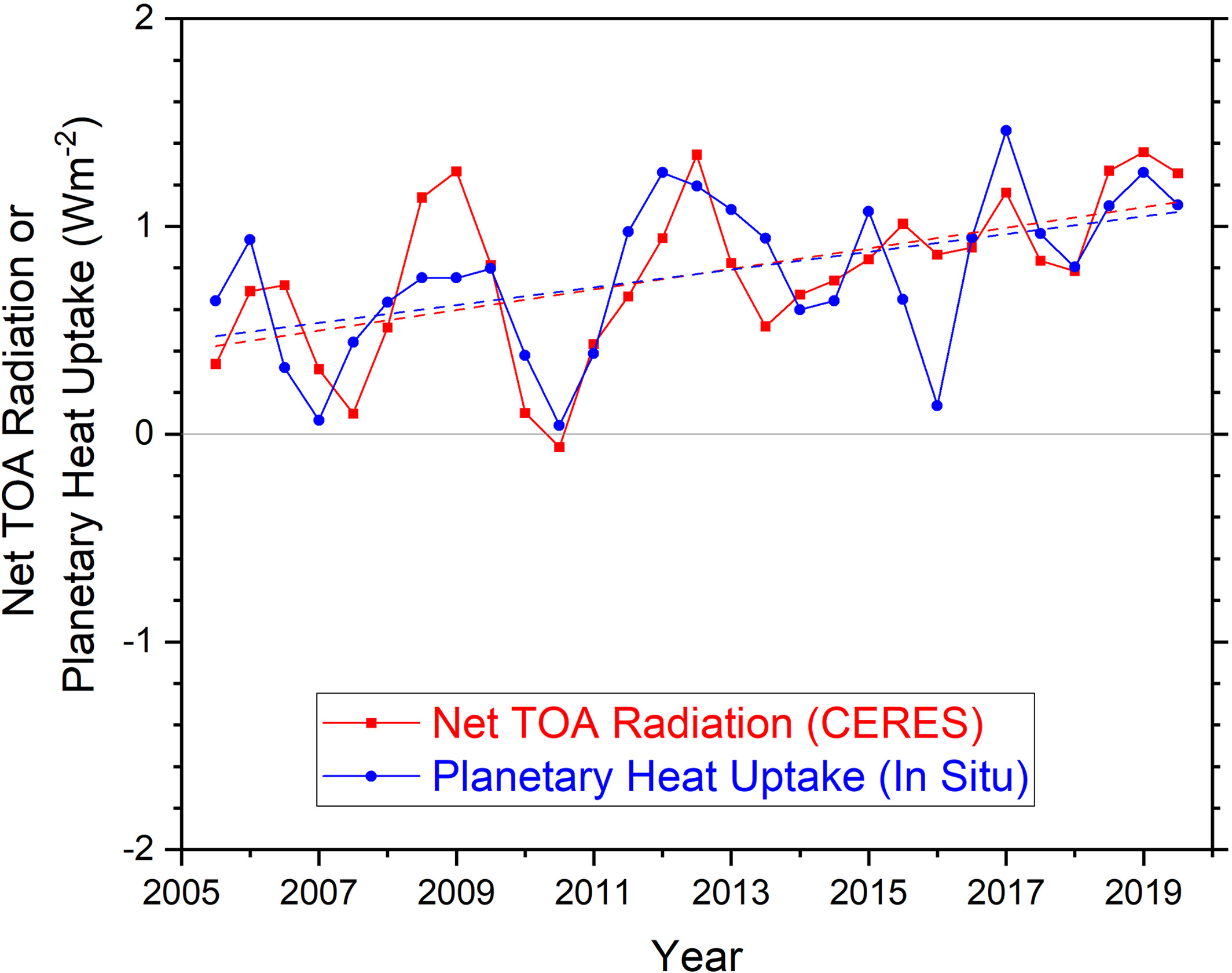
由人造衛星及地面原位監測站取得的地球能量失衡成長圖（2005年至2019年），失衡每增加1.0瓦/平方米，即代表地球持續吸收500太瓦的熱量，約佔輸入太陽輻射的0.3%。

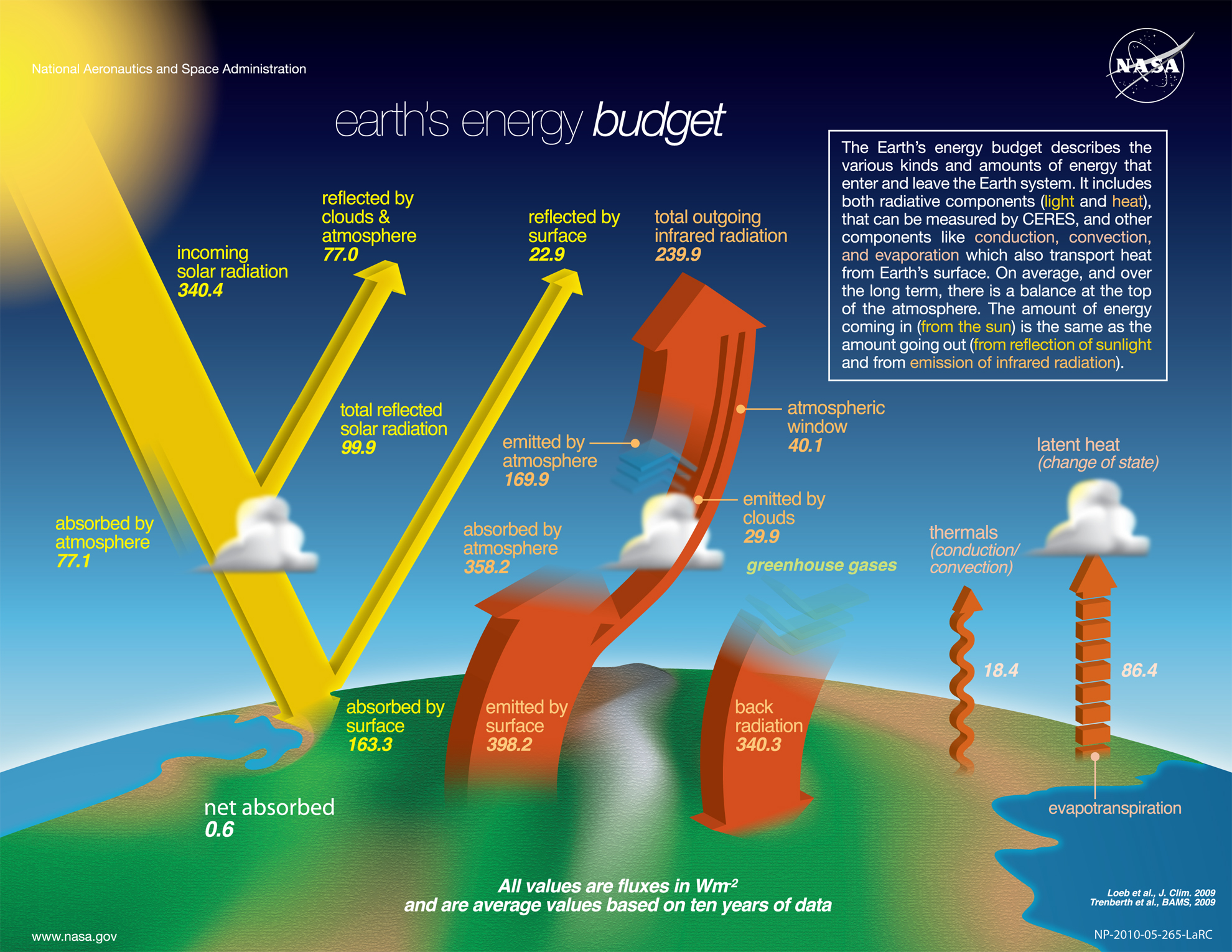
地球能量收支（以瓦/平方米計算）決定了地球的氣候。它指的是地球從太陽接收的能量與地球輻射回外太空的之間的平衡關係，可透過人造衛星測量。目前的情況是"淨吸收"，由2009年的+0.6瓦/平方米增加到2019年的+1.0瓦/平方米。

地球能量失衡（EEI）的定義是"與氣候系統中溫室氣體強迫相關的大氣層頂部能量通量，持續淨輸入（或淨輸出）"。:2227
如果輸入地球能量通量大於或小於輸出的，根據能量守恆定律，地球將獲得（變暖）或損失（變冷）淨熱能：
{\displaystyle EEI\equiv ASR-OLR}
當地球的能量失衡（EEI）到足夠大的程度時，可經軌道衛星輻射度量學儀器測得。這種失衡歷經長期又無法逆轉時，會導致地球大氣、海洋、陸地和冰層發生溫度變化。因此，原位測得的溫度變化及其影響也顯示出EEI的數據。在2005年中期到2019年中期經由人造衛星和海洋於所做的溫度觀測，顯示地球能源收支中的暖化失衡大約已增加一倍。
導致EEI的最大因素是人類活動造成大氣成分發生變化，並干擾氣候系統中能量的自然流動。主要變化是大氣中二氧化碳和其他溫室氣體增加，而產生變暖作用和污染。污染指的是各種大氣氣膠，其中一些會吸收能量，而另一些則會反射能量並造成冷卻。
雖然經人造衛星觀測到隨時間變化的數據被認為準確，但目前仍無法直接衡量大氣層頂部EEI的絕對值。估計EEI絕對值的唯一實用法是透過氣候系統中能量變化作核算。地球上最大的熱庫是海洋。

### 於大氣層頂部（TOA）測量
目前有幾顆人造衛星測量地球吸收和輻射的能量，以推斷EEI。衛星位於大氣層頂部（TOA）運作，可將全球覆蓋。 NASA地球輻射收支實驗計畫 (ERBE) 擁有三顆為此目的的衛星： 1984年10月發射的地球輻射收支衛星 (ERBS)、1984年12月發射的NOAA-9衛星及1986年9月發射的NOAA-10衛星。
NASA於2000年3月發射的雲和地球輻射能系統 （CERES）衛星屬於其地球觀測系統 (EOS) 中的一部分。CERES用於測量反射來自太陽（短波長）和由地球發射（長波長）的輻射。根據CERES數據，EEI從2005年的+0.42±0.48瓦/平方米增加到2019年的+1.12±0.48瓦/平方米。影響因素有：更多的水蒸氣、更少的雲、增加的溫室氣體和減少的冰。隨後使用地球物理流體動力學實驗室（GFDL）的CM4/AM4氣候模型進行演算，結論是僅由地球內部氣候變異對此趨勢產生的影響，其可能性少於1%。
有其他研究人員使用CERES、大氣紅外線探測儀（AIRS）、雲封衛星和其他EOS儀器的數據來尋找包含於EEI數據中的輻射強迫趨勢。他們的分析顯示從2003年到2018年，強迫增加+0.53±0.11瓦/平方米。大約80%的增加與溫室氣體濃度上升有關，溫室氣體濃度增加將長波輻射輸出降低。
包括熱帶降雨測量衛星任務（TRMM）和雲與氣膠激光雷達和紅外路徑衛星觀測在內取得的數據，顯示全球降水量有所增加（由離開地表潛熱通量增加而達成），將到達地表的長波溫室通量的部分增加抵銷掉。
值得注意的是輻射校準具有不確定性，而限制當前一代人造衛星儀器的能力，這些儀器所產生的其它數據仍然穩定且精確。因此EEI的相對變化可被量化，於絕對不平衡的測量，衛星測量法的精度度遠超過其他任何測量方式。

### 原位測量
可將氣候系統中每個組成部分的熱容量、密度和溫度分佈彙整成地球氣候系統中的熱含量。如今大多數區域均有相當好的採樣和監測，但在深海的探測是個主要例外。
而EEI絕對值估計值同樣是用最近數十年時間間隔內測得的溫度變化來計算。在2006年至2020年期間的EEI約為+0.76±0.2瓦/平方米，顯著高於1971年至2020年期間的平均值。
由於全球各地於過去50多年來的氣溫幾乎都在上升，導致EEI持續呈現正值。全球表面溫度 （GST)）是透過測量海面溫度與陸地地表附近的氣溫，平均後而得。追溯自1880年起所取得的可靠數據顯示，GST自1970年左右起每十年會穩步上升約0.18 °C。
海水於吸收太陽能方面特別有效，因而具有比大氣高甚多的總熱含量。科學界的研究船和觀測站自1960年之前就開始對全球各地的海水溫度進行採樣。此外於2000年之後，有由3,000多個Argo計劃浮標組成的網路（且數量規模持續擴大）開始測量海洋熱含量變化(ΔOHC) 。ΔOHC至少自1990年起一直以穩定或加速方式成長。 ΔOHC佔EEI中的最大部分，海洋迄今已吸收淨輸入剩能量的90%以上：
{\displaystyle EEI\gtrsim \Delta OHC/\Delta t}
地球外層地殼和由厚冰層覆蓋的區域吸收相對較少的多餘能量。由於表面的多餘熱量僅透過熱傳導方式向內流動，日循環僅能滲透數十厘米，年循環僅能滲透數十米。大部分熱量吸收是透過融化冰和永久凍土的方式，或是將土壤中更多的水蒸發來達成。

### 大地與水文測量

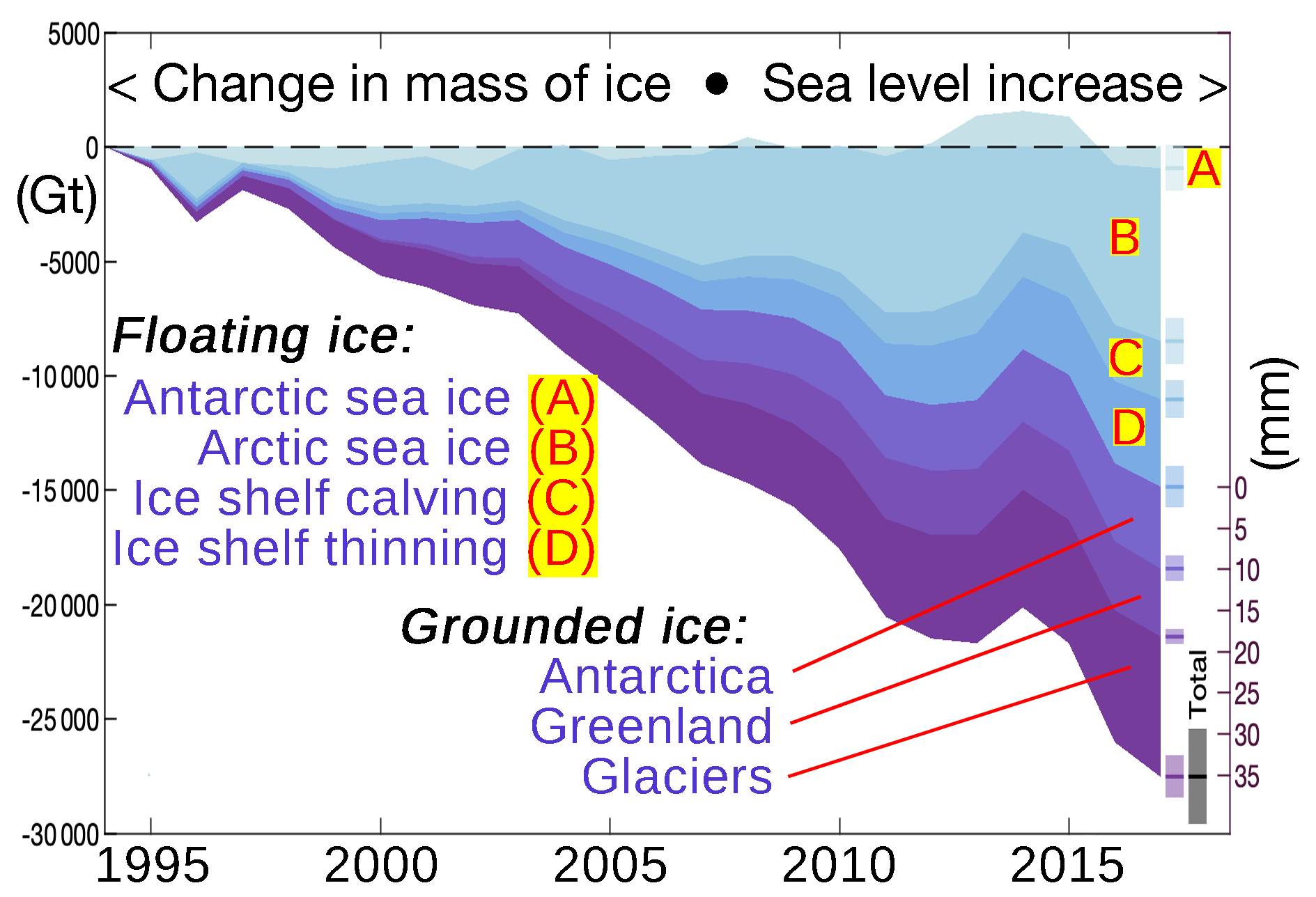
全球海冰與陸地冰損失的質量（吉噸，十億噸，圖左數字）及導致海平面上升的程度（公釐，圖右數字）。

自1994年開始的觀測，顯示全球各地的冰覆蓋已加速退縮。由於冰融化和海洋整體溫度上升，也導致地球海平面上升。這些變化對地球的幾何形狀和重力產生可測量的變化。
利用重力回溯及氣候實驗衛星（GRACE）的重力觀測推斷出地球水圈和冰凍圈內水質量分佈的變化。使用熱膨脹、鹽度變化和其他因素的計算模型，將此類數據與海面地形和進一步的海道測量進行比較，由此獲得的ΔOHC和EEI估計值與其他（大部分）獨立評估比較，顯示在可接受的不確定範圍下有一致的結果。

### 作為氣候變化指標的重要性

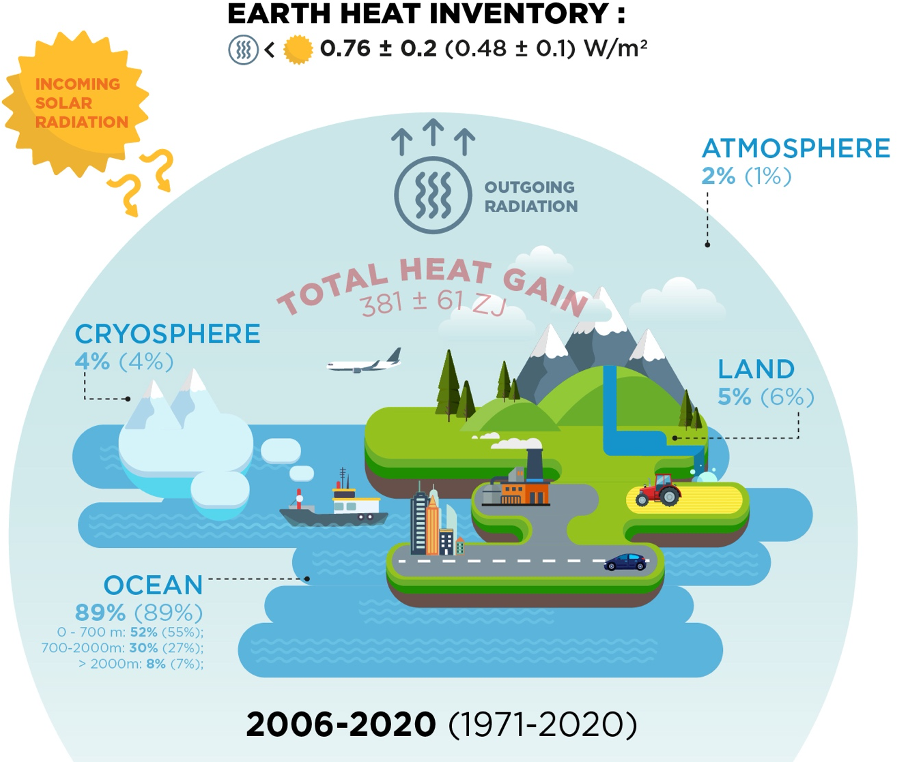
圖示地球於兩段期間（2006年-2020年期間，與1971年-2020年期間）多餘熱量進入氣候系統不同區塊的盤查。

氣候科學家凱文·特倫伯斯、詹姆斯·漢森及其同事已將監測地球EEI視為一項重要指標，可幫助政策制定者用於指導氣候變化緩解和調適措施的步伐。由於氣候系統本身的慣性，使用EEI的長期趨勢可預測出"正在醞釀中"的變化。
科學家發現EEI是與氣候變化相關因素中最重要的指標。它是氣候系統所有過程和反饋的最終結果。了解有多少額外能量會影響天氣系統和降雨量，對於了解日益嚴重的極端天氣發生原因極為重要。
NASA科學家於2012年提出報告說，假設所有其他氣候強迫都固定，要阻止全球變暖，必須將大氣中二氧化碳濃度降至350ppm或是更低。由於人為二氧化碳排放量持續增長，大氣中的濃度迄2020年已達到415ppm，加計其他長壽命溫室氣體在內，所有二氧化碳當量的濃度已超過500ppm。

## 外部連結
- NASA: The Atmosphere's Energy Budget （页面存档备份，存于）
- Clouds and Earth's Radiant Energy System (CERES) （页面存档备份，存于）
- NASA/GEWEX Surface Radiation Budget (SRB) Project （页面存档备份，存于）

Template:Earth